# Storia delle Seychelles
Le Isole Seychelles rimasero disabitate fino alla colonizzazione francese, avvenuta nel XVIII secolo. Divennero colonia britannica nel 1814 e nazione indipendente nel 1976.

## Periodo precoloniale
Le Seychelles erano probabilmente note agli Arabi e agli Austronesiani molto prima dell'arrivo degli Europei. I Portoghesi iniziarono a rappresentarle sulle carte geografiche all'inizio del XVI secolo, ma non vi stabilirono insediamenti. Nel 1502 l'ammiraglio portoghese Vasco da Gama esplora per la prima volta l'arcipelago e battezza in suo onore le isole Amirantes (dell'ammiraglio), tuttavia i portoghesi, ben piantati sulla costa orientale dell'Africa, non si stabiliscono sulle isole.
Oltre un secolo dopo, nel 1608 approda la nave inglese Ascension (che sosta nell'arcipelago dal marzo 1608 al gennaio 1609 per rifornirsi di cibo e acqua). Durante il XVII secolo pirati provenienti dai carabi ne faranno una base, analogamente a quelle stabilite nel Madagascar, per depredare i navigli in viaggio dall'India all'Europa.
Nel 1742 Bernard Francois Mahé de La Bourdonnais (governatore francese di Mauritius, allora Isle de France, francese dal 1710) invia una spedizione esplorativa nell'arcipelago comandata da Lazare Picault. Nel novembre del 1742 le navi Elizabeth e Charles approdano sull'isola di Mahé, nella baia Boileau (non nella baia Lazare, come in seguito ad un malinteso, verrà battezzata un'altra baia). Vengono subito fondate piantagioni (e l'isola viene temporaneamente ribattezzata Ile d'Abondonce). Tuttavia la cartografia e la mappatura di Picault si rivela povera e nel 1744 l'arcipelago (noto ormai come Iles de la Bourdonnias) viene abbandonato e in seguito, quando viene sostituito La Bourdonnais nel 1746, praticamente dimenticato.

## Colonia francese
La Guerra dei Sette anni (1756-1763) richiama l'attenzione della Francia sull'arcipelago: da Mauritius vengono inviate due navi, al comando di Corneille Nicholas Morphey che, il primo novembre, in nome della Compagnia francese delle Indie orientali, prendono ufficialmente possesso delle isole, battezzate Séchelles (poi anglicizzate in Seychelles), dal ministro delle finanze francesi. Al termine della Guerra dei Sette anni, la Francia perde i suoi domini in India e viene pesantemente ridimensionata la Compagnia francese delle Indie, e le Seychelles vengono da allora amministrate direttamente dalla corona, come insediamento dipendente dalla più ricca colonia dell'Isle de France. A governare l'arcipelago viene inviato Pierre Poivre (1719-1786) che, deciso a scalfire il monopolio olandese delle spezie, impianta coltivazioni di pepe sull'isola di Mahé. L'insediamento nelle Seychelles ha notevoli difficoltà a sopravvivere, e inizia a svilupparsi in modo significativo solo dopo l'arrivo nel 1794 del comandante Jean-Baptiste Quéau de Quinssy. Nel 1768 una spedizione commerciale francese, guidata da Nicholas Dufresne, che intende rifornirsi di legname e tartarughe rivendica per la Francia tutto l'arcipelago (e dal nome di una sua nave viene battezzata La Digue, una delle principali isole).
Nel 1769, per la prima volta, i navigatori francesi Rochon e Grenier fanno vela per l'India sostando alle Seychelles, dimostrando la loro importanza strategica. Nel frattempo Poivre riesce ad impiantare piantagioni di noce moscata e chiodi di garofano e a espandere le colture a Mauritius e a Bourbon (La Réunion). In questi anni l'avventuriero Brayer du Barré, giunge a Mauritius, munito di patente reale per trasferirsi a St. Anne, fondarvi un insediamento ed espanderlo. Il 12 agosto 1770 approdano a St. Anne (sull'Isle de Palmes, dal 1768 chiamata Isle Presline, dal diplomatico francese Cesar Gabriel du Choiseul, duca di Praslin) 15 coloni europei, sette schiavi, 5 indiani e un africano. Du Barré rimane a Mauritius in cerca di finanziamenti. Dopo iniziali successi du Barré abbandona l'impresa e, ormai in bancarotta, si trasferisce in India.
Poivre invia Antoine Gillot nell'arcipelago per impiantarvi un giardino botanico nel 1771. L'anno dopo, nell'agosto del 1772, i coloni inviati due anni prima da De Barré abbandonano St. Anne e si trasferiscono a Mahé o ritornano a casa. Gillot lavora all'Anse Royale dove pianta noce moscata, chiodi di garofano, cinnamomo e pepe. Incrociando sempre più spesso navi inglesi nelle vicinanze, la corona francese decide di proteggere le Seychelles inviando una guarnigione, comandata dal luogotenente Romainville, che costruisce l'Etablissement du Roi, nel luogo dove sorge l'attuale cittadina di Victoria. Il potere civile della colonia è formalmente nelle mani di Gillot, ma di fatto non ha nessun controllo sugli abitanti.
Nel 1788 da Mauritius viene inviato come governatore Jean Baptiste Philogene de Malavois, che decreta immediatamente per proteggere le tartarughe e il legname dell'arcipelago, l'economia delle isole si concentra sull'agricoltura. Nel 1790 come conseguenza della Rivoluzione francese, i coloni formano un'Assemblea coloniale e decidono di governarsi da sé, conformemente a una propria costituzione: gli unici proprietari terrieri ammessi saranno i discendenti dei coloni stessi, i prodotti delle Seychelles verranno venduti liberamente e non consegnati a Mauritius e viene rifiutata l'abolizione della schiavitù.
Sull'arcipelago il potere viene dato a Jean Baptiste Queau de Quinssy (anglicizzato in Quincy), nel 1794 poco prima che uno squadrone inglese venga inviato nell'arcipelago. Quinssy si arrende agli inglesi, comandati dal commodoro Henry Newcome, ottenendo di conservare le sue proprietà. I coloni accettano di buon grado il dominio inglese che del resto non accorda molta importanza alle isole.
Nel 1801 la nave francese Chiffonne approda con un carico di prigionieri francesi esiliati da Napoleone, quando giunge anche la nave inglese Sybille, Quinssy prende le parti dei francesi, ma dopo un breve scontro la nave francese viene battuta. Il capitano Adam della Sybille protesta con Quinssy che aveva promesso la propria neutralità. Due mesi dopo, in settembre, davanti alle coste di Mahé si scontrano nuovamente una nave francese (la Flêche) e una britannica (la Victor): la sorte dell'arcipelago non cambia e le isole rimangono sotto il dominio britannico.

## Colonia britannica

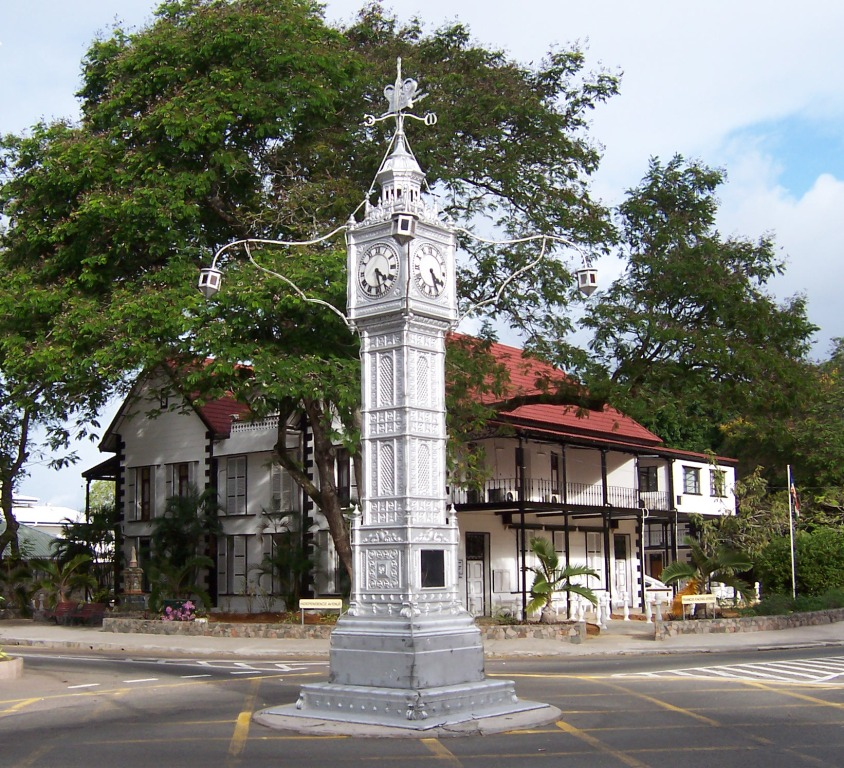
Il monumento che riproduce il Big Ben, nella capitale Port Victoria, ricorda il periodo britannico

Un anno dopo aver conquistata l'isola di Mauritius (1810), forze britanniche al comando del capitano Beaver, al comando della Nisus, impongono all'arcipelago di sottoscrivere i termini della resa di Mauritius (1811). A monitorare la situazione sull'isola viene lasciato il luogotenente Bartholomew Sullivan. Fra i primi provvedimenti vi è quello per arrestare l'importazione di schiavi dalla costa africana (la schiavitù non viene abolita, ma la tratta è vietata). Il primo amministratore civile inglese è Edward Madge, che va a sostituire Quinssy (rimasto però nell'amministrazione come giudice di pace). Con il Trattato di Parigi (1814) le Seychelles divengono formalmente un possedimento britannico.
L'abolizione della schiavitù nelle Seychelles nel 1835 (come in tutte le altre colonie britanniche) determina la crisi del sistema di piantagione: gli schiavi liberati non possiedono né terra né denaro per iniziare un'attività propria; l'aristocrazia terriera, impoverita, non ha capitali per finanziare le infrastrutture. Un nuovo ciclo di espansione economica inizia con la coltivazione, libera, delle noci di cocco. In aggiunta a ciò, gli schiavi liberati dalla Royal Navy a sud dell'equatore, vengono portati alle Seychelles: dal 1835 al 1861 vengono sbarcati circa 2400 ex schiavi. Il principale insediamento, Royal Settlement, viene ribattezzato Victoria (o Port Victoria) e cresce rapidamente: dal 1879 si contano numerosi negozi e servizi. Il 12 ottobre 1862 un uragano fa registrare gravi danni e una settantina di morti.
Nel 1903, dopo numerosi tentativi, le Seychelles diventano una colonia della corona britannica con un'amministrazione propria, indipendente da Mauritius: il primo governatore è sir Ernest Bickham Sweet-Escott. A quest'epoca risale il giardino botanico e la torre dell'orologio nella piazza di Victoria (il "Big Ben").
Durante il primo conflitto mondiale l'arcipelago soffre dell'isolamento navale e della conseguente inflazione, di quasi il 150%, tuttavia, su richiesta del primo ministro dell'Unione Sudafricana, l'ex generale Jan Smuts, la colonia invia un piccolo contingente di 800 uomini a combattere nell'Africa Orientale Tedesca (dove 335 militari troveranno la morte, causata soprattutto dalle pessime condizioni igieniche). Alla fine del conflitto la popolazione delle Seychelles conta 24 000 abitanti.

## Indipendenza
Nel marzo del 1970 rappresentanti politici delle Seychelles e dell'amministrazione coloniale si riunirono a Londra per un'assemblea costituzionale. Il Seychelles Democratic Party (DP) di James Mancham sosteneva la necessità di rapporti più stretti con il Regno Unito, mentre il Seychelles People's United Party (SPUP) di France-Albert René era a favore dell'indipendenza. Le elezioni di novembre ufficializzarono una nuova costituzione, e Mancham fu eletto Capo Ministro. Alle successive elezioni (aprile 1974), tuttavia, entrambi i partiti presero posizione a favore dell'indipendenza. I successivi negoziati con il Regno Unito portarono alla dichiarazione delle Seychelles come repubblica indipendente all'interno del Commonwealth (29 giugno 1976). Mancham divenne il primo presidente, e René fu nominato Primo Ministro. Contestualmente furono reintegrate nelle Seychelles le isole di Aldabra, Farquhar e Des Roches, che erano state scorporate nel novembre del 1965 a formare il Territorio britannico dell'oceano indiano.

## Il colpo di Stato
Il 5 giugno 1977, un colpo di Stato depose Mancham, e René divenne presidente. Le Seychelles divennero uno stato monopartitico; l'unico partito legale, lo SPUP, fu contestualmente ribattezzato Seychelles People's Progressive Front (SPPF).
Nel 1981 fu sventato un nuovo tentativo di colpo di Stato, organizzato da Mike Hoare e un gruppo di mercenari. Una commissione internazionale delle Nazioni Unite stabilì che il governo sudafricano era coinvolto nel tentato golpe. Secondo l'economista John Perkins gli Stati Uniti ispirarono il tentativo sovversivo, preoccupati per la destabilizzazione di un'area prossima alle basi militari di Diego Garcia.
Nell'agosto dell'anno successivo, un vasto ammutinamento delle forze armate mise nuovamente a repentaglio la sopravvivenza del regime, che però riuscì ad avere ragione dei ribelli in soli due giorni grazie all'appoggio delle forze speciali tanzaniane e dei mercenari catturati l'anno precedente e blanditi con promesse di libertà e denaro.

## Ritorno al sistema multipartitico
Al congresso straordinario dell'SPPF tenutosi il 4 dicembre 1991, René annunciò il ritorno al sistema multipartitico. La costituzione fu modificata in tal senso il 27 dicembre. Fra gli esuli che rimpatriarono in quel periodo c'era anche Mancham, che ricostituì il proprio partito col nome di Seychelles Democratic Party (DP). In tutto, otto partiti concorsero alla prima tornata di elezioni del nuovo sistema, l'elezione di una commissione costituzionale (23-26 luglio 1992). La commissione fu formata da 14 membri dell'SPPF e 8 del DP. I lavori per la nuova costituzione iniziarono il 27 agosto e finirono il 7 maggio 1993. Il 15-16 giugno la nuova costituzione fu approvata con un referendum, ottenendo il 73,9% dei consensi.
Le elezioni presidenziali si tennero dal 23 al 26 giugno 1993, e segnarono la netta vittoria di René. Tutti i partiti e gli osservatori internazionali dichiararono che le elezioni si erano svolte in modo "libero e corretto".
Le elezioni successive, tenutesi dal 20 al 22 marzo 1998, decretarono un nuovo successo di René e dell'SPPF.